# Antoni Lima
Antoni Lima Solá (Gavà, Spanje, 22 september 1970) is een voormalig voetballer uit Andorra. Hij is de broer van Ildefons Lima, die eveneens voetballer is.
Antoni Lima speelde tijdens zijn loopbaan als verdediger bij diverse Spaanse clubs. Bovendien is hij Andorrees international. In 1995 speelde Lima eenmaal mee met het Catalaans nationaal elftal tegen FC Barcelona.
In september 2005 was Lima onderwerp van controverse en onsportief gedrag tijdens een WK-kwalificatiewedstrijd in en tegen Nederland. Toen Ruud van Nistelrooij een penalty miste, vierde de verdediger dat recht in het gezicht van de Nederlandse spits.